# جيمس كورسن
جيمس كورسن (بالإنجليزية: James Corson)‏ هو منافس ألعاب قوى أمريكي، ولد في 14 يناير 1906 في موديستو في الولايات المتحدة، وتوفي في 12 نوفمبر 1981 في بورلينغامي في الولايات المتحدة.

## وصلات خارجية
- جيمس كورسن على موقع أوليمبيديا (الإنجليزية)